# Шашечная композиция

Средняя проблема в международных шашках

Ша́шечная компози́ция — художественное творчество на основе правил шашечной игры: русских, международных шашек и др. Темы (замыслы) авторы произведений композиции могут заимствовать из практической игры или исследований (анализов) позиций, из собственной фантазии или из произведений других авторов, если в разработке их автор найдёт что-то новое.
Цель композиции — показать новые возможности шашечной игры в художественной форме.
Каждая шашечная композиция основана на материале и правилах игры и характеризуется определённым заданием. Выполнить задание (решить композицию) — значит найти вариант (серию ходов за белых и черных) или совокупность вариантов, раскрывающих авторский замысел.
Шашечная композиция в России официально является спортивной дисциплиной вида спорта «шашки». Её правила входят в «Правила вида спорта „шашки“», утверждённые приказом Министерства спорта России № 722 от 10 сентября 2013 года.
Главные звания в шашечной композиции — международный гроссмейстер, национальный гроссмейстер.

## Основные виды
Проблема — композиция с преобладанием комбинационной игры и количеством белых шашек (простых, дамок) более четырёх. По соотношению шашек проблемы подразделяются на группы:
- В русских шашках:
  - Миниатюры (до 6 простых с каждой стороны).
  - Концовки (до 12 простых с каждой стороны).
  - Проблемы с дамками и простыми в начальной позиции.
- В международных шашках:
  - Миниатюры (до 7 простых с каждой стороны).
  - Средние проблемы (до 12 простых с каждой стороны).
  - Большие проблемы (до 20 простых с каждой стороны).
  - Практические проблемы (с простыми).
  - Проблемы с дамками и простыми в начальной позиции.

Этюд — композиция с игрой, характерной для эндшпиля, и количеством шашек у белых не более четырёх, у черных — не более шести.
Позиционная концовка — композиция с преобладанием позиционных и этюдных приемов игры и количеством шашек с каждой стороны не более восьми. Позиционные концовки встречаются только в русских шашках.
Задача — композиция с преобладанием комбинационной игры и заданием запереть определённое количество шашек. Задачи в русские и международные шашки подразделяются по заданию на три группы:
- На запирание простых.
- На запирание дамок и дамок с простыми.
- Задачи-миниатюры, в которых силы белых ограничены 7-ю единицам[1].

## Формальные требования
Шашечные композиции должны отвечать ряду формальных и художественных требований. Формальные требования являются обязательными, при их нарушениях композиция дефектна и не может существовать. Нарушение художественных требований влияет на оценку произведения. Формальные и художественные требования могут меняться в процессе развития композиции. Общие формальные требования к основным видам композиции:
Легальность — соответствие правилам игры.
Решаемость — задание должно выполняться во всех вариантах решения. Если хотя бы в одном из них задание выполнить нельзя, то композиции не существует.
Наличие тематических вариантов — замысел выражается в тематическом (композиционном) варианте или в совокупности тематических вариантов. Это продолжение с художественным решением — точным порядком единственных ходов, приводящих к экономичному финалу.
Единственность решения — требует, чтобы в тематических вариантах задание выполнялось без побочных решений только одним, задуманным автором, путем.
Экономичность конструкции (начальной позиции) — обязательное участие всех шашек в решении композиции.
Экономичность финала требует, чтобы в нём у белых не оставалось шашек, ненужных для выполнения задания.
Экономичность внешней формы — восприятие рисунка начальной позиции.
Соответствие виду.